# Paul Mariner
Paul Mariner, född 22 maj 1953 i Farnworth, Greater Manchester, död 9 juli 2021, var en engelsk fotbollstränare och spelare. Under sin spelarkarriär deltog han bland annat i EM 1980 samt VM 1982.
Mariner påbörjade sin självbiografi, Paul Mariner: My Rock and Roll Football Story, men avled innan den var färdig. Boken släpptes postumt och färdigställdes utan Mariner 2021.

## Spelarkarriär

### Klubblag

#### Ipswich Town
Paul Mariner kom till Plymouth Argyle 1973 från amatörklubben Chorley. Efter 56 mål på 135 matcher köptes han av Ipswich Town för 220 000 pund.
Mariner gjorde sin debut för klubben i september 1976. Under sin debutsäsong gjorde han 10 mål på 28 matcher då Ipswich kom trea i ligan. Säsongen 1977/78 underpresterade Ipswich och slutade först på en 18:e plats i ligan, dock så vann klubben FA-cupen efter 1-0 i finalen mot Arsenal.
Under säsongen 1980/81 så hade Ipswich chansen att vinna en trippel. I ligan slutade man 2:a, fyra poäng efter segrande Aston Villa. I FA-cupen gick man till semifinal där Manchester City blev för svåra. Efter att två titelchanser försvunnit var bara finalen i UEFA-cupen kvar. I finalens första match mot AZ Alkmaar så gjorde Mariner det sista målet när Ipswich vann med klara 3-0, och efter att ha förlorat returen med 4-2 så stod det klart att klubben vunnit UEFA-cupen, efter totalt 5-4.
Efter totalt 337 matcher och 136 mål i Ipswich så såldes Mariner till Arsenal i februari 1984 för 150 000 pund.

#### Arsenal
Mariner började starkt i Arsenal och gjorde 7 mål på säsongens 15 sista matcher. Säsongen 1984/85 gjorde dock Mariner bara 7 mål på 36 matcher, och året efter så var han petad stora delar av säsongen. Han gjorde bara 9 ligamatcher, varav en som mittback. Sommaren 1986 släpptes han på free transfer av nya managern George Graham och Mariner lämnade klubben efter totalt 80 matcher och 17 mål.

#### Slutet av karriären
Efter att ha fått lämna Arsenal skrev Mariner på för Portsmouth där han stannade i två säsonger. Efter det spelade han i Wollongong City i Australien, Albany Capitals i USA, Naxxar Lions på Malta, innan han avslutade karriären i San Francisco Bay.

## Landslag
Paul Mariner gjorde sin debut i England 1977, i en match mot Luxemburg när han fick hoppa in i 5-0-segern. Hans första landslagsmål kom även det mot Luxemburg då han gjorde 2-0 i kvalet till VM 1978.
Trots att Mariner inte spelat en minut i kvalet till EM 1980, blev han uttagen i den engelska truppen, där han fick hoppa in i förlustmatchen mot Italien samt matchen mot Spanien där England vann. Dock åkte England ut redan i gruppspelet, efter att även ha kryssat mot Belgien.
I kvalet till VM 1982 gjorde Mariner segermålet i den helt avgörande matchen mot Ungern och tog därmed England till slutspelet. Mariner kom med i truppen och startade den första matchen i turneringen mot Frankrike. England vann med 3-1 i match där Mariner fastställde slutresultatet. Han fick starta i resten av matcherna där England åkte ut i det andra gruppspelet efter två 0-0-matcher.
Paul Mariner gjorde sin sista landskamp i en 0-0-match mot Rumänien i kvalet till VM 1986.

## Tränarkarriär
På hösten 2003 blev Paul Mariner klar som assisterande tränare för Harvard Crimson i USA. Efter en kort sejour där skrev han på som assistent till Steve Nicol i New England Revolution där han var med och vann US Open Cup.
18 oktober 2009 offentliggjordes Mariner som ny coach i Plymouth Argyle. I december 2009 ersatte Mariner Paul Sturrock som manager efter en rad dåliga resultat. Mariner kunde dock inte rädda kvar Plymouth i Championship och klubben blev nedflyttade.
24 juni 2010 anställdes Peter Reid som ny manager och Mariner återgick som coach.
I januari 2011 anställdes Mariner av Toronto FC som ansvarig för spelarutvecklingen. Men efter att Toronto börjat säsongen med 9 raka förluster så sparkades managern Aron Winter och Paul Mariner blev huvudansvarig. Mariner sparkades dock 7 januari 2013.

## Statistik

### Internationella mål
| Nr  | Datum             | Spelplats                                 | Motståndare   | Mål   | Resultat | Tävling                |
| --- | ----------------- | ----------------------------------------- | ------------- | ----- | -------- | ---------------------- |
| 1.  | 12 oktober 1977   | Stade Municipal, Luxemburg, Luxemburg     | Luxemburg     | 2 – 0 | 2 – 0    | VM-kvalet 1978         |
| 2.  | 17 maj 1980       | Racecourse Ground, Wrexham, Wales         | Wales         | 1 – 0 | 1 – 4    | Brittiska mästerskapet |
| 3.  | 31 maj 1980       | Sydney Cricket Ground, Sydney, Australien | Australien    | 2 – 0 | 2 – 1    | Vänskapsmatch          |
| 4.  | 10 september 1980 | Wembley Stadium, London, England          | Norge         | 4 – 0 | 4 – 0    | VM-kvalet 1982         |
| 5.  | 19 november 1980  | Wembley Stadium, London, England          | Schweiz       | 2 – 0 | 2 – 1    | VM-kvalet 1982         |
| 6.  | 18 november 1981  | Wembley Stadium, London, England          | Ungern        | 1 – 0 | 1 – 0    | VM-kvalet 1982         |
| 7.  | 25 maj 1982       | Wembley Stadium, London, England          | Nederländerna | 2 – 0 | 2 – 0    | Vänskapsmatch          |
| 8.  | 29 maj 1982       | Hampden Park, Glasgow, Skottland          | Skottland     | 1 – 0 | 1 – 0    | Brittiska mästerskapet |
| 9.  | 3 juni 1982       | Olympiastadion, Helsingfors, Finland      | Finland       | 1 – 0 | 4 - 1    | Vänskapsmatch          |
| 10. | 3 juni 1982       | Olympiastadion, Helsingfors, Finland      | Finland       | 4 – 0 | 4 – 1    | Vänskapsmatch          |
| 11. | 16 juni 1982      | Estadio San Mamés, Bilbao, Spanien        | Frankrike     | 3 – 1 | 3 – 1    | VM 1982                |
| 12. | 12 oktober 1983   | Nepstadion, Budapest, Ungern              | Ungern        | 3 – 0 | 3 – 0    | EM-kvalet 1984         |
| 13. | 16 november 1983  | Stade Municipal, Luxemburg, Luxemburg     | Luxemburg     | 2 – 0 | 4 – 0    | EM-kvalet 1984         |

## Meriter

### Som spelare
Ipswich Town
- FA-cupen: 1978
- UEFA-cupen: 1981